# Peces de arrecife de coral

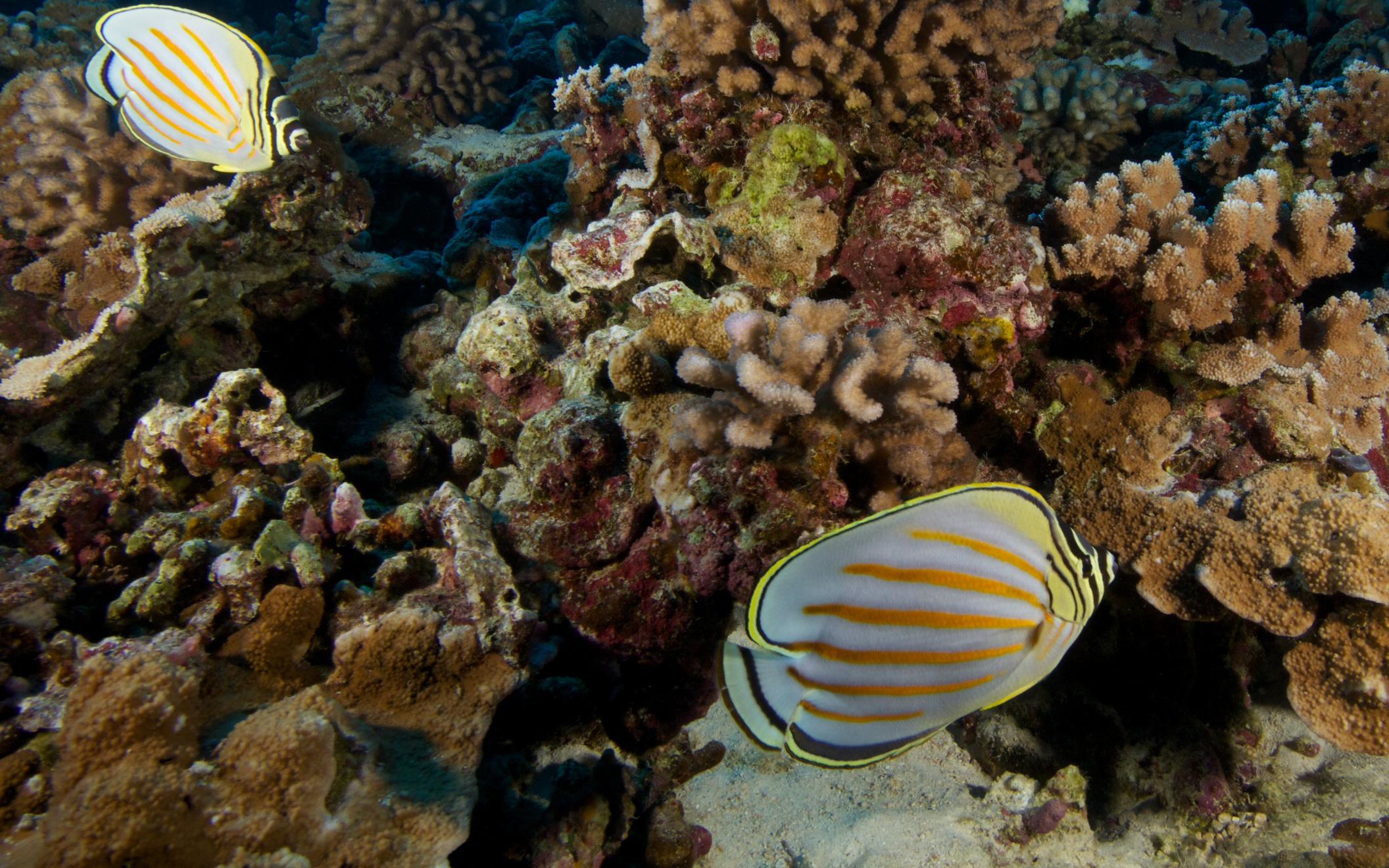
Los peces mariposa son coralívoros voraces; se alimentan exclusivamente de los pólipos de los corales y, por lo tanto, es un recurso fundamental para su vida.

Se denominan peces de arrecifes de coral a aquellos peces que tienen su hábitat en colonias coralinas, ya sea porque son peces coralívoros (es decir, se alimentan de pólipos u otras estructuras del coral) o porque usan ese entorno, al igual que los entornos con algas o rocas, para protegerse de sus predadores.
Algunos peces de arrecifes de coral son territoriales, por lo que muchas veces suelen pelearse entre ellos. Pero también hay peces sociales que se emparejan o viven en cardúmenes en dichos arrecifes.
Los peces de arrecifes de coral son en general tropicales, aunque también están aquellos que habitan en arrecifes coralinos en lagunas, lagos, o cuerpos de agua dulce o salobre.